# Lorenzo Priuli (doża)
Lorenzo Priuli (ur. 1489, zm. 17 sierpnia 1559 w Wenecji) – doża od 14 czerwca 1556 do 17 sierpnia 1559.

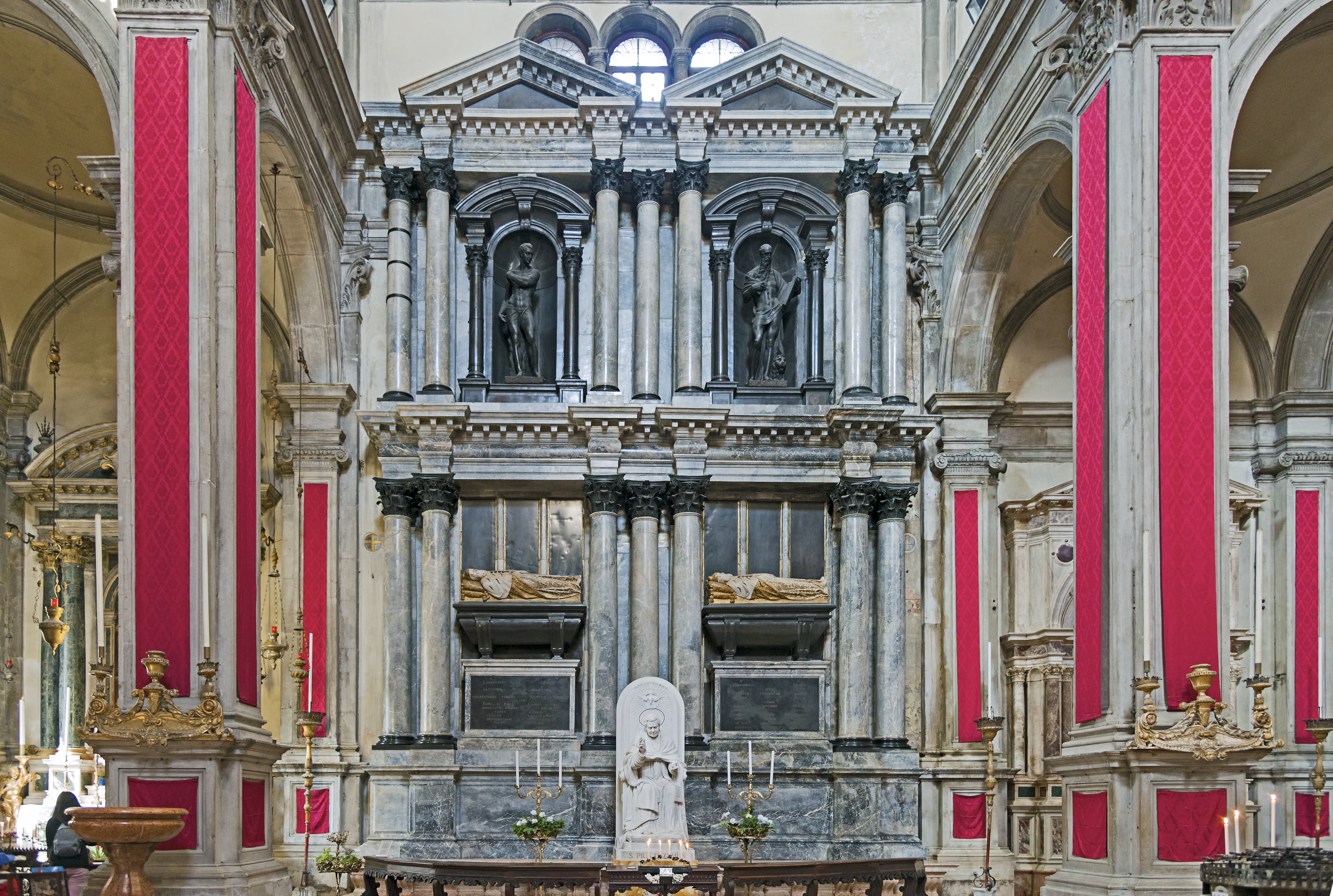
Pomnik i grobowiec dożów Lorenzo i Giorolamo Priuli.